# 代尔切沃市镇

代尔切沃市镇所在位置

代尔切沃市镇，北马其顿共和国的一个市镇。该市镇东北临保加利亚，西临馬其頓卡梅尼察市鎮、维尼察市镇，南邻贝罗沃市镇、佩赫切沃市鎮。行政中心为代尔切沃。总面积422.39 km2 (163.1 sq mi)，总人口17,505。

## 居民点
代尔切沃市镇包含1镇、21村。